# Lasiurus blossevillii
Lasiurus blossevillii — вид рукокрилих, родини Лиликові.

## Поширення
Країни проживання: Аргентина, Беліз, Болівія, Бразилія, Канада, Колумбія, Коста-Рика, Еквадор (Галапагоські острови), Сальвадор, Французька Гвіана, Гватемала, Гаяна, Гондурас, Мексика, Нікарагуа, Панама, Парагвай, Перу, Суринам, США, Уругвай, Венесуела.

## Морфологія

### Морфометрія
Довжина голови й тіла: 38-65 мм, довжина хвоста: 37-54 мм, довжина задньої ступні: 7-10 мм, довжина вуха: 8-13 мм, довжина передпліччя 37-46 мм, вага: 7-12 грам.

### Опис
Це середнього розміру кажан. Голова коротка, тупий писочок, ніздрі часто далекі один від одного. Вуха товсті, короткі, широкі, округлі. Хвіст довгий, увесь всередині мембрани. Хутро довге, м'яке і щільне. В нижній частині спини, хутро оранжевого кольору, в той час як у верхній частині кінчики волосся червоного кольору. Черевна область жовтувата. Зазвичай самці мають більш яскравий колір, ніж самиці. Мембрани довгі, широкі, товсті, заповнюючи весь простір між ногами і густо вкриті волосками в половину або більше від їх довжини. 
| Зубна формула   |
| --------------- |
| I 1 C 1 P 2 M 3 |
| I 3 C 1 P 2 M 3 |

## Поведінка
Самітницький вид, але іноді цих кажанів можна знайти у великих групах. Комахоїдний. Знайдений в містах, на деревах. Напевно міграційний вид.